# Pompa ad anello liquido

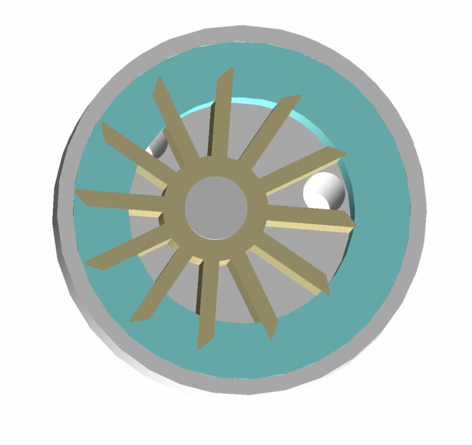
Rappresentazione schematica di una pompa ad anello liquido. A destra si vede il foro di entrata del fluido, mentre in alto a sinistra è visibile il foro di uscita.

Le pompe ad anello liquido sono delle particolari pompe utilizzate per la movimentazione di gas (elaborati direttamente all'interno della pompa) o liquidi (tramite modifica della pressione del cuscino d'aria sovrastante i liquidi da movimentare quando questi sono contenuti in serbatoi chiusi e pressurizzati). Sono costituite da un vano cilindrico all'interno del quale ruota una girante a pale radiali, il cui moto di rotazione assicura la formazione di uno strato liquido in corrispondenza della parete del vano. Il liquido operativo o di sigillo, utilizzato per la formazione dell'anello liquido, deve essere preventivamente immesso all'interno del vano di rotazione della girante, in modo da essere disponibile all'avvio di quest'ultima per formare, appunto, l'anello liquido. Siccome la girante è posta in posizione non centrale, si ha la formazione di camere (delimitate dalle pale della girante) a volume variabile, in cui il gas da elaborare passa, comprimendosi.
Vengono impiegate ove occorra pompare grandi quantità di vapore senza l'impiego di un condensatore intermedio.
In questo tipo di pompe l'acqua, che viene fornita in continuo (sia per il rinnovo dell'anello liquido, sia per il raffreddamento), causa la condensazione dei vapori pompati, con capacità dipendente dalle dimensioni delle pompe e della temperatura di funzionamento.
Viceversa, se utilizzate per movimentare aria, esse possono causare un arricchimento di umidità del flusso d'aria elaborato.

## Storia
Le primissime pompe ad anello liquido risalgono ad un brevetto datato 1903 concesso alla Siemens-Schuckert. Il brevetto statunitense numero 1091529per pompe a vuoto e compressori ad anello liquido fu concesso a Lewis H. Nash nel 1914, che li produsse tramite la Nash Engineering Company in Norwalk, CT. Nello stesso periodo circa, in Austria, il brevetto numero 69274 fu concesso alla Siemens-Schuckertwerke per una pompa a vuoto ad anello liquido analoga.